# Tervalamminsuo
Tervalamminsuo este o arie protejată (arie specială de conservare — SAC, sit de importanță comunitară — SCI) din Finlanda întinsă pe o suprafață de 254,9 ha, integral pe uscat.

## Localizare
Centrul sitului Tervalamminsuo este situat la coordonatele 60°38′42″N 23°58′52″E / 60.645°N 23.9811°E.

## Înființare
Situl Tervalamminsuo a fost declarat sit de importanță comunitară în august 1998 pentru a proteja 1 specie de animale. Situl a fost protejat și ca arie specială de conservare în aprilie 2015.

## Biodiversitate
Situată în ecoregiunea boreală, aria protejată conține 5 habitate naturale: Lacuri și iazuri distrofice naturale, Turbării active, Pante stâncoase silicioase cu vegetație casmofită, Taiga vestică, Mlaștini împădurite.
La baza desemnării sitului se află o specie protejată de  mamifere: vidră de râu (Lutra lutra).
Pe lângă speciile protejate, pe teritoriul sitului au mai fost identificate 2 specii de plante, 9 specii de păsări, 1 specie de mamifere, 1 specie de nevertebrate, 2 specii de pești.